# 朱金木雕
宁波朱金漆木雕又称朱金木雕，是中国浙江省宁波市一项木雕手工艺，以在木雕表面漆朱，贴金，描画等工艺为特色。朱金木雕形成于唐宋，成熟于明清，被广泛应用于宗教和日常生活。2006年6月2日被选入中国第一批国家级非物质文化遗产名录。

## 历史
朱金木雕的渊源可以追溯到汉代。1953年发掘的祖关山汉墓中曾经发现过漆器的痕迹。唐宋时期，由于礼制的限制，朱金漆木雕并没有进入普通人的生活，而是被广泛应用于各大寺院，例如天童寺、雪窦寺、七塔寺等。朱金木雕的一大用途是用于制作匾额。宋代宋高宗、宋孝宗曾经御书宁波阿育王寺匾额，这些匾额全部采用朱金木雕工艺制作。制作佛像是当时朱金木雕的另一大用途。日本大德寺、京都国立博物馆、美国波士顿美术馆中所藏宁波古代佛教绘画中均体现出佛殿的红柱和金漆屏风。南宋时，借助海上丝绸之路，宁波木雕工艺与日本的木雕工艺产生了交流和融合。宁波的丝织、漆料和建筑、雕刻工艺传入日本，同时，日本的黄金、砂金和描金物品也传入宁波，宁波的朱金木雕工艺因而得以丰富。
明代，宁波的木雕从业者受到“匠户制”的组织，开始为官府服役，从而产生明显的世袭专业分工。晚明商品经济有了一定的发展，朱金木雕开始从官府和寺院进入民间富户，并在祭祀和高档器皿中得到应用。清代开放手工工匠自由经商，此时形成了各式各样的商号和作坊。晚清五口通商之后，宁波朱金木雕艺人为了适应时代的变化，开始涌入宁波城内，成立行会等组织，并将当时时兴的京剧和西洋题材纳入到木雕创作之中。民国时期，宁波富商在家庭装修上大量采用朱金木雕工艺，同时民间婚礼、赛会、集市的盛大排场也使得朱金木雕的应用盛极一时。
抗日战争时期，朱金木雕行业萧条，优秀艺人纷纷返乡躲避战火。中华人民共和国成立后一段时间，朱金木雕曾有所发展，但在文化大革命期间遭到了较大破坏，直至改革开放才有所恢复。

## 工艺

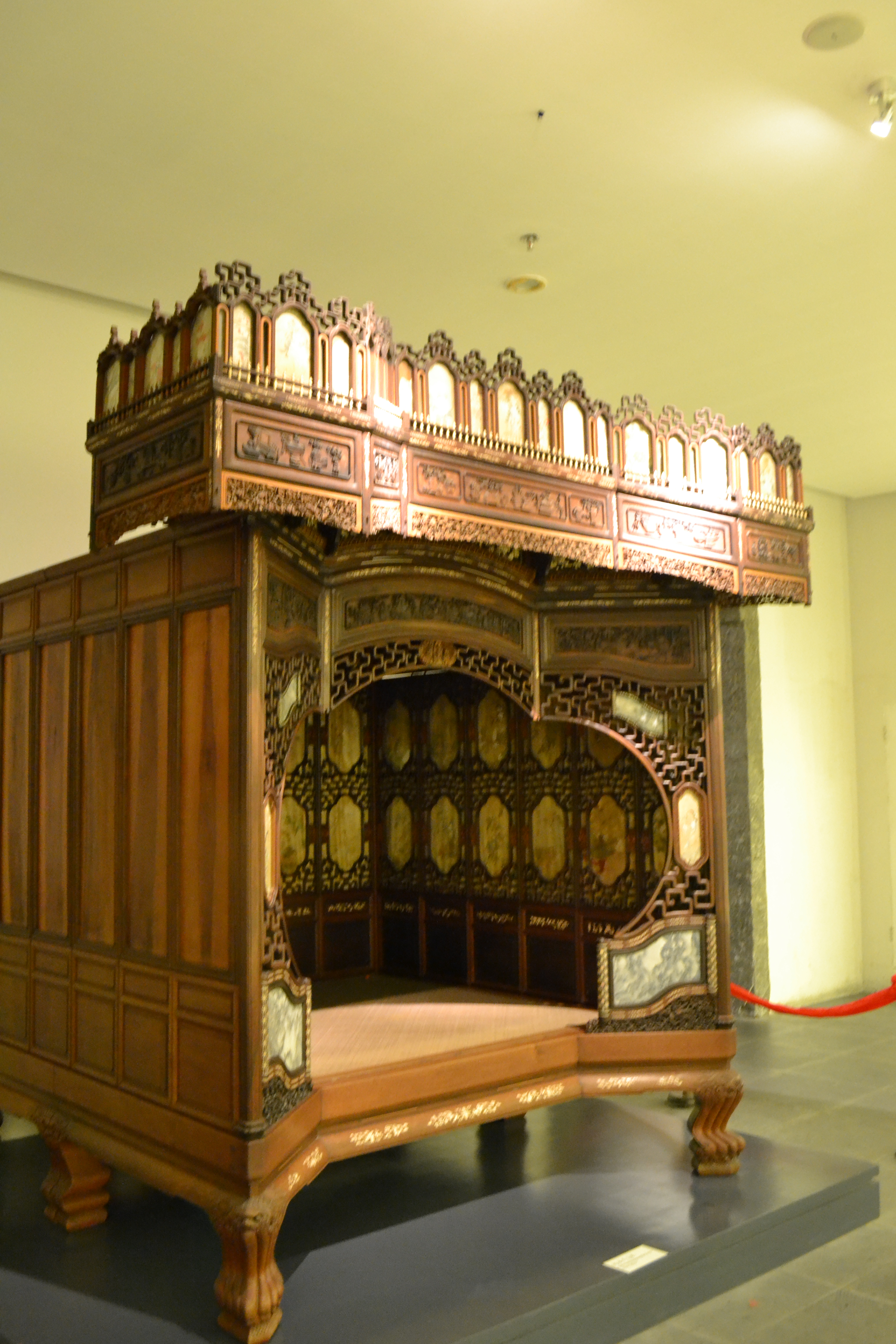
宁波博物馆藏千工床

朱金木雕的主要特色在漆而不在雕，对木材的要求并不高，雕刻时恰到好处，为后续工艺留有余地，漆工工艺复杂，十分讲究，故民间有“三分雕刻，七分漆匠”的说法。

### 选材
朱金木雕所选用的木材并没有严格的要求，选用树种多为本地常见的松、杉、樟、柏等，木材做到不裂、不变形、无虫蛀和腐朽即可使用。但对应不同的用途，也会有不同的选材要求，银杏、黄杨等树木常常由于纹路细腻平直被用于精雕细刻。在雕刻时，由于新木材的含水量较高，故可能影响产品质量，朱金木雕所使用的多为老木。雕刻从业者也多备有存贮场用于存贮木材。在雕刻前，木材将被长时间自然干燥，通常时间长达数月，当下在工厂生产中也使用烘板机节约木材准备的时间。此后需要进行的是补洞和镶拼的工艺，能够最大限度地使用木材并获得较大体量的雕刻作品。同时由于漆工的存在，不会影响成品的外观。

### 雕刻
朱金木雕的雕刻过程主要包括制作图稿、刷样上板、打坯和修光步骤。
制作图稿俗称“打图样”，需要从功能、尺寸、造型等方面统筹考虑，从而确定雕件的尺寸和厚薄，因而大都需要经验丰富的工匠通盘考虑。与中国传统山水画“丈山、尺树、寸马、分人”的尺寸不同，朱金木雕在尺寸上常常人马大于建筑，且采取夸张的方法突出人物的特点，例如“武士无颈、美女无肩、老爷凸肚、武士挺胸”。
刷样上板指的是利用棉纸拷贝原有的图样，此后在构件上刷上薄胶，最后将拷贝后的棉纸对准后刷粘到板上。现在也常常使用复印的方法。

### 髹漆妆金

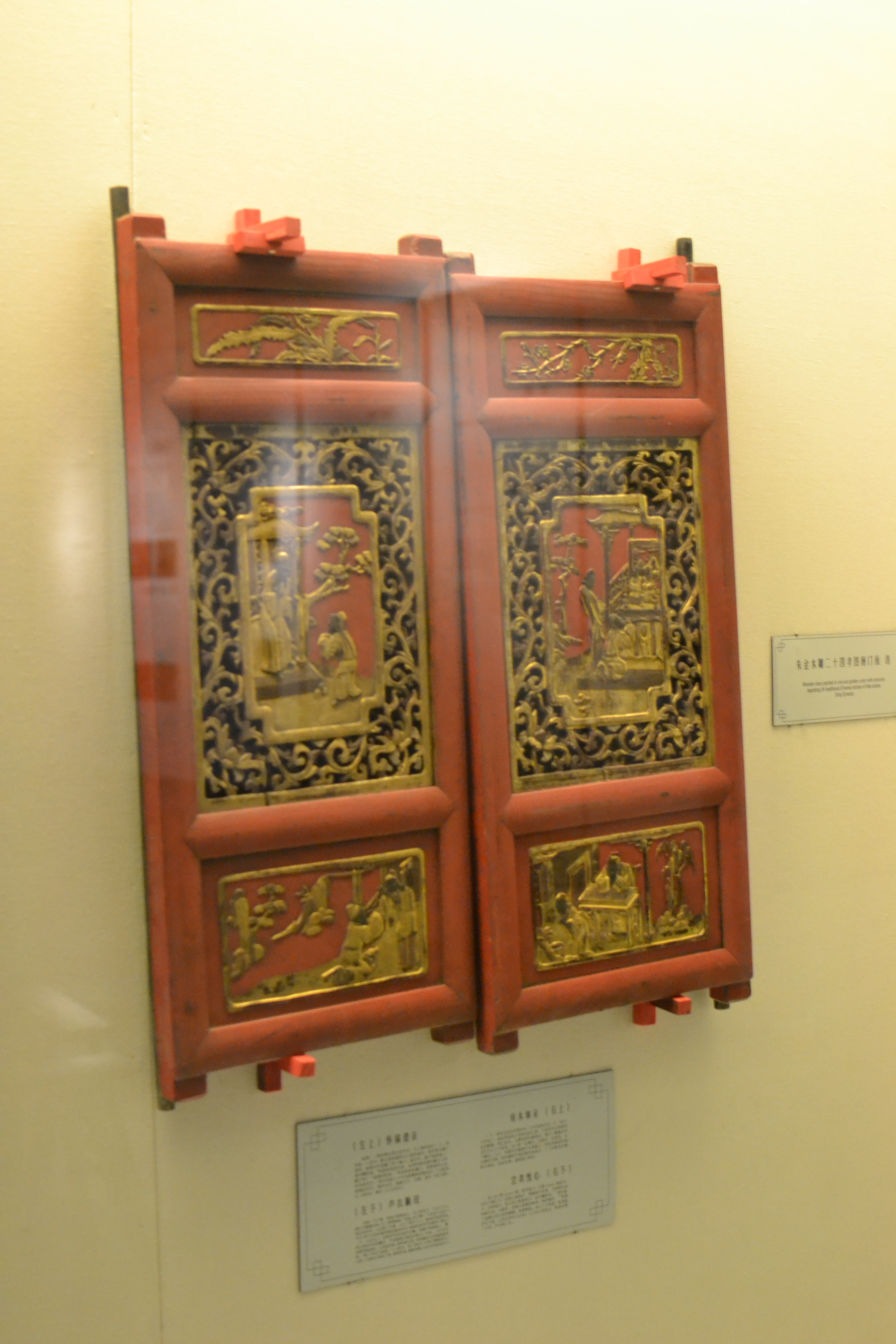
宁波博物馆藏清代朱金木雕门窗

髹漆妆金是朱金木雕的关键工艺。之前的雕刻在构件上形成的布局、层次与漆工相契合，雕刻时给上漆以一定的发挥余地，彼此不分家。旧时工匠也大都既能雕也能画，因而有“雕花带（兼）漆匠，泥水带（兼）木匠”之说。
在正式开始髹朱妆金之前，首先需要进行的是木胎抄漆工艺，以提高构件的表面性能。抄漆之前，首先清理构件，去除木屑和灰尘，并在构件缺陷处打上三角槽。此后填腻子，将缺陷处填补平整。填腻子之后便可进行抄漆。抄漆采用生漆与麦糊一比二的配比，将漆液在构件表面薄而均匀地展开。此后进行反复打磨和上漆工艺，以达到上朱漆和妆金的要求。对于包含大量拼接的构件，在髹朱妆金之前还需要进行糊夏布工艺以达到平整表面的目的。这一工艺直接将涂有生漆与麦糊一比一配比的麻布和构件贴合，此后刮去腻子。
接下来便是正是的髹朱妆金工艺。髹朱妆金不仅仅是修补构件的缺陷与不足，更重要的是进行再创造。这一步骤的主要工艺包括配朱、上朱、行金底、剪金箔、贴金、扫金、拨朱、上泥银、上彩、开脸等工艺。
髹朱所用的朱漆是由研磨后的银朱粉和配油均匀混合后配合等比例的生漆制成，色彩略浅于大红，古时称为正色。上朱前清理雕版，此后涂刷朱漆并经过反复的砂磨上朱直至达到满意的效果。完成上朱的雕版即可进行贴金。在贴金之前，必须在雕版上附着胶粘物，称为“底”或“地”，铺设这种胶粘物的步骤也可称为“行金地”。行金地所使用的材料为生漆调配油（熬炼过的熟桐油）加入少量银硃，涂刷后待到干燥至七八成时即为贴金最佳时机。在贴金工艺中，采用的材料主要为金箔，也有采用其他金属箔加以罩漆形成。对于较大的表面，贴金多造成分块的痕迹，并不雅观。对此，有扫金和泥金的方法予以弥补。对于雕版中人物的面部和手，常常采用涂覆泥银的方式予以装饰。此后刷上罩漆以进行保护。最后的步骤为在人物面部绘制眉毛、眼脸、眼珠、头发等，称为开眼。

## 艺术形式
朱金木雕的构件大可至建筑构件和佛像，小可至玩偶，使用范围相当广泛。

### 建筑构件

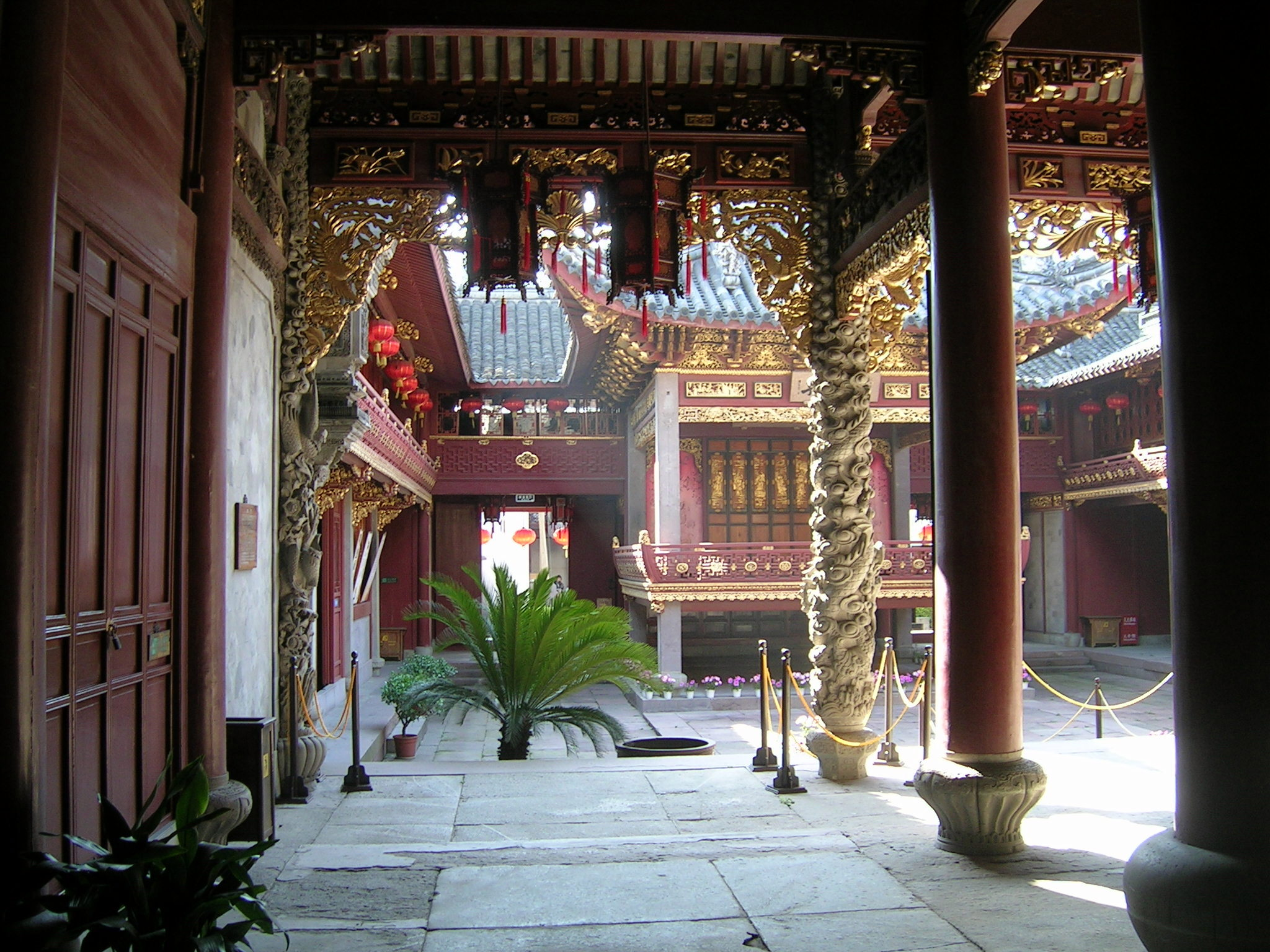
大量使用朱金木雕工艺的庆安会馆

朱金木雕重要的建筑功用是作为装饰，其中尤以花拱和戏台藻井为特色。朱金漆木雕中的斗拱一部分外形仿照宋代斗拱，但已不承担承重功能。更多的斗拱则更多地体现观赏作用，外观华丽精细。而朱金木雕藻井多为八角攒尖，集中于顶部圆镜，象征“天圆地方”、“苍天在上”，应用在戏台建筑时也起到拢音的效果。宁波本地的秦氏支祠戏台和宁波府城隍庙戏台是其中的代表作。

### 佛像
佛像是宁波朱金木雕的重要应用。制作时多采用香樟木，能够起到防腐的作用。对于1米以下的佛像能够使用“独木造”，即整块木料进行制作。1米以上的大佛则须使用“寄木造”，或称镶拼造，在经历生漆夏布和灰漆砂磨工艺后也能保持较好的耐久性。造型方面，宁波朱金木雕佛像的佛、菩萨、天王、伽兰、罗汉等形象都形成了一定的范式，传承的是“三十二相”、“八十种好”。 “三十二相”中的“足平安相”、“手指纤长”、“手长过膝”、“身材纵广”、“身金色相”、“皮肤细滑”、“双肩圆满”、“齿无缝相”、“脸颊饱满”、“睫毛长相”、“顶肉鬓相”等特点。而衣饰纹理则成束流动，接近古印度马吐腊风格，而有别于写实的犍陀罗风格。

### 室内陈设
朱金木雕进入日常生活盛于清代。特别是晚清时，随着商品经济的活跃，制造和经营嫁娶器皿为主体的嫁奁业在宁波广泛产生。在大件陈设中，最为重要的是朱红木床，是“传种接代”的象征，因制作精良又被称为“千工床”。这种床一般宽2米，高2.5至3米，深度可达到3米。前有踏床，设有挂面、床门、床窗，较为考究的还设有亭台楼阁的造型。后部则为卧床本体，包含第二道床门和床柱，因而有“房中有房，屋中屋”之说。除了床本身外还有一套开门式橱柜，上饰有3至5层的精雕，形似官帽，俗称“帽头”。一张“千工床”多需要数年的时间方能建成。与大件相比，小型的木构则更为广泛，是日常家用不可或缺的制品。朱金木雕圆木盛器的广泛使用也催生了箍桶师傅这一行业，制品有长甩桶、腰子桶、回汤桶、子孙桶、粉斗及祭盘等，这些制品业成为嫁方的嫁妆。。

### 会器与祭器
朱金木雕器物也被用于祭祀和庙会等场合。在一场数千人参与的庙会中，涉及到的会器有头牌、纱船、抬阁、鼓亭、神轿、神灯等，绵延可达数里。

## 现状与传承
随着现代化的推进，朱金木雕逐渐淡出人们的生活。但是，朱金木雕工艺却并未消失，而是得到了一定程度上的复兴。改革开放以来大量佛教建筑的修复和重建为朱金木雕带来了大量的需求，不少原有的朱金木雕艺人重操旧业，并在市场经济的带动下逐渐形成数亿元的产业。海外市场对中国旧式家具的追捧和文化部门限制出口的措施也刺激了以慈溪市天元镇为代表的仿制朱金木雕器物的兴起。各地仿古建筑的兴建也为朱金木雕带来了广阔的市场。但是，朱金木雕的应用范围过窄，仍然制约着这项工艺的传承。